# كراش أوفررايد
كراش أوفررايد (بالإنجليزية: Crash Override Network)‏ هي منظمة دعم لضحايا التنمر على الإنترنت واسع النطاق، بما في ذلك الإباحية الانتقامية واستقاء معلومات شخصية.

## تاريخ
تم تأسيس Crash Override على يد مطوري ألعاب الفيديو زوي كوين وأليكس ليفشيتز وتوظف حصريًا ضحايا التنمر عبر الإنترنت الذين تظل هوياتهم سرية. وقع ليفشيتز وكوين في قلب قضية غيمرغيت المثيرة للجدل، حيث تلقيا تهديدات بالقتل وتعرضا للاستقصاء عدة مرات.
تمت رعاية Crash Override بواسطة منظمة التردد النسوي (بالإنجليزية: Feminist Frequency)‏ منذ مارس 2016.

## الإجراءات
يرى مؤسسو الجمعية أن مجموعتهم تعمل على زيادة وضوح مشكلة التنمر عبر الإنترنت داخل مجتمع ألعاب الفيديو وخارجه. تنقسم خدمات المنظمة إلى ثلاثة أنواع : مساعدة الضحايا، مركز إدارة الأزمات، والعلاقات العامة مع المنظمات والشركات. ومن بين أمور أخرى، تقدم المنظمة الدعم النفسي، والمساعدة في الإسكان الطارئ للضحايا الذين تعرضوا للاستقصاء، وإمكانية الوصول إلى خبراء أمن الكمبيوتر.
تضع الجمعية خطة شخصية لكل ضحية يتصل بها، وتعمل بالشراكة مع السلطات الأمريكية وبعض الصحف وشبكات التواصل الاجتماعي، على سبيل المثال تويتر. وهي ملتزمة بمساعدة الضحايا بغض النظر عن آرائهم، بما في ذلك ما إذا كانوا يدعمون غيمرغيت.
في مايو 2015، أصبحت Crash Override Network تابعة لتويتر.
في عام 2017، كتبت مؤسسة الجمعية "زوي كوين" كتابًا يحكي قصتها الشخصية خلال غيمرغيت، بالإضافة إلى إنشاء ونشاط شبكة Crash Override.

### روابط خارجية
- الموقع الرسمي